# Армійська група Мантойффеля
Армійська група Мантойффеля (нім. Armeegruppe von Manteuffel) — хибна армійська група, оперативне угруповання Вермахту на Західному фронті за часів Другої світової війни.

## Історія
Армійська група Мантойффеля була утворена 23 листопада 1944 з метою введення противника в оману, після того, як формування 5-ї танкової армії Вермахту були потай передислоковані з району Аахену у вихідні райони для наступу в Арденнах.
Водночас, 15-та армія була потай перегрупована з Нідерландів південніше в район Аахена де тимчасово діяла під умовною назвою армійської групи фон Мантейфеля. Знов сформована 25-та армія відповідала за утримання оборонних позицій в Нідерландах.

## Райони бойових дій
- Франція (23 листопада — 14 грудня 1944)

## Командування

### Командувачі
- генерал танкових військ Гассо фон Мантойффель (нім. Hasso von Manteuffel) (23 листопада — 14 грудня 1944)